# Tarutino Nou, Bolgrad
Tarutino Nou (în ucraineană Нове Тарутине, transliterat: Nove Tarutîne, în germană Neu Tarutino) este un sat în comuna Borodino din raionul Bolgrad, regiunea Odesa, Ucraina.
Satul a fost locuit de germanii basarabeni.

## Demografie
Componența lingvistică a localității Tarutino Nou
     Ucraineană (46,1%)
     Rusă (22,52%)
     Română (17,02%)
     Bulgară (12,23%)
     Alte limbi (0,71%)
Conform recensământului din 2001, nu exista o limbă vorbită de majoritatea populației, aceasta fiind compusă din vorbitori de ucraineană (46,1%), rusă (22,52%), română (17,02%) și bulgară (12,23%).